# Mohammed Daak
Mohammed Razgallah Daak (* 20. März 1988) ist ein ehemaliger saudi-arabischer Leichtathlet, der sich auf den 400-Meter-Hürdenlauf spezialisiert hatte. Zwischen 2004 und 2006 gehörte er zu den weltbesten Nachwuchsläufern in dieser Disziplin.
Unter anderem gewann er zweimal die Silbermedaille bei Juniorenasienmeisterschaften. Im Juli 2005 trat er in der marokkanischen Stadt Marrakesch zu den Jugendweltmeisterschaften an. Nachdem er seinen Vorlauf und sein Halbfinale gewonnen hatte, zeigte er auch im Finale eine sehr gute Leistung. Mit einer persönlichen Bestzeit von 50,90 Sekunden sicherte er sich im Fotofinish den zweiten Platz vor dem zeitgleichen US-Amerikaner David Klech. Sieger in 50,78 Sekunden war der Sudanese Idriss Abdulagadir. Nachdem allerdings im August 2006 bekannt wurde, dass dessen Dopingtest vom Finaltag erhöhte Nandrolon-Werte zeigte, wurde er seitens der IAAF für zwei Jahre gesperrt und sein Ergebnis aberkannt. Damit rückte Daak nachträglich auf den ersten Platz auf und war Jugendweltmeister. Es gelang ihm jedoch nicht, sein Leistungsniveau zu halten. Bei den Juniorenweltmeisterschaften im August 2006 in Peking schied er im Halbfinale aus und belegte letztlich den zehnten Platz. Anschließend verlor sich seine Spur zunächst und er trat nicht mehr international in Erscheinung.
Am 30. Juni 2012 machte Daak noch einmal auf sich aufmerksam, als er in der südwestdeutschen Stadt Karlsruhe an den baden-württembergischen U23-Meisterschaften teilnahm. Die Nachwuchsnationalmannschaften Saudi-Arabiens, Neuseelands und Australiens waren als Gäste angereist, um die Wettkämpfe als letzten Test vor den wenige Tage später in Barcelona ausgetragenen Juniorenweltmeisterschaften zu nutzen. Der saudi-arabische Leichtathletikverband hatte ihn unter dem Namen Hamood Moh Daak gemeldet und als Geburtsjahr 1990 angegeben, damit er noch startberechtigt war. Daak trat im 100-Meter-Sprint an – wie die anderen ausländischen Athleten außer Konkurrenz. Im Vorlauf erreichte er das Ziel nach 11,23 Sekunden und im anschließenden Zwischenlauf konnte er sich auf 11,15 Sekunden verbessern. Unter den 33 Sportlern in dieser Disziplin erbrachte er somit die 20.-beste Zeit. An den Wettbewerben in Barcelona nahm er dann nicht teil; dort waren nur 1993 oder später geborene Sportler zugelassen.

## Statistik der Ergebnisse
| Datum           | Austragungsort | Wettbewerb                                       | Runde      | Platzierung | Zeit    |
| --------------- | -------------- | ------------------------------------------------ | ---------- | ----------- | ------- |
| 2004            | Damaskus       | Arabische Juniorenmeisterschaften                | Finale     | 2.          | 52,10 s |
| Juni 2004       | Ipoh           | Juniorenasienmeisterschaften                     | Finale     | 2.          | 52,69 s |
| August 2004     | Rabat          | Arabische Jugendmeisterschaften                  | Finale     | 1.          | 51,53 s |
| 2005            | Manama         | Jugendmeisterschaften des Golf-Kooperationsrates | Finale     | 1.          | 51,92 s |
| 17. Juli 2005   | Marrakesch     | Jugendweltmeisterschaften                        | Finale     | 1.          | 50,90 s |
| Dezember 2005   | Doha           | Westasienspiele                                  | Finale     | 3.          | 52,11 s |
| 17. Juli 2006   | Macau          | Juniorenasienmeisterschaften                     | Finale     | 2.          | 51,99 s |
| 17. August 2006 | Peking         | Juniorenweltmeisterschaften                      | Halbfinale | 10.         | 51,78 s |